# Sportklub Sofia
Sportklub Sofia (Bulgaars: Спортклуб София) was een Bulgaarse voetbalclub uit de hoofdstad Sofia.

## Geschiedenis
De club werd op 1 december 1912 opgericht als SK Karavelov ter ere van de Bulgaarse schrijver Ljuben Karavelov. In 1919 fuseerde de club met Slavia Sofia, maar door onenigheden splitsten ze zich weer af in september 1920 en nam nu de naam Sportklub aan.
De club speelde in de stadscompetitie van Sofia. De winnaar van de competitie mocht deelnemen aan de nationale eindronde. Sportklub slaagde er in 1935 in om kampioen te worden. Na enkele zuinige overwinningen in de eindronde bereikte de club de finale tegen Titsja Varna die ze met 4-0 versloegen. De club speelde verder in de schaduw van de succesvollere stadsgenoten Levski en Slavia waardoor dit het enige optreden was op nationaal niveau.
Op 5 november 1944 werd de club opgeheven toen ze gedwongen moesten fuseren met Sokol Sofia en Vazrazjdane Sofia om zo het nieuwe Septemvri Sofia te vormen.

## Erelijst
Landskampioen
1935